# Body Like a Back Road
«Body Like a Back Road» — песня американского кантри-певца и автора-исполнителя Сэма Ханта, вышедшая 2 февраля 2017 года в качестве первого сингла с его предстоящего 2-го студийного альбома. Песня достигла позиции № 1 в американском хит-параде Billboard Country Songs. Авторами песни выступили Сэм Хант, Зак Кроуэлл, Шейн Маканалли и Джош Осборн.

## История
«Body Like a Back Road» достиг позиции № 6 в хит-параде Billboard Hot 100 и позиции № 1 в американском хит-параде кантри-музыки Billboard Hot Country Songs (4-й чарттоппер певца в этом основном хит-параде жанра кантри-музыки после «Leave the Night On», «Take Your Time», «House Party»).
К концу июля 2017 года сингл лидировал 24 недели (№ 1 в кантри-чарте), что стало повторением рекорда песни «Cruise» (Florida Georgia Line, 2012 и 2013) за всю полувековую историю хит-парада кантри-музыки Hot Country Songs (который был начат в октябре 1958 года с радиоэфиров, в 1990 подключилась служба Nielsen Music и позднее с 2012 года стал мультиметрическим, начал учитывать стриминг и прочие виды продаж), а через неделю и побил этот рекорд.
К маю 2017 тираж сингла достиг 805,000 копий в США, а к июню 2017 1,102,000 копий. 27 июля 2017 года сингл получил 3-кр. платиновую сертификацию RIAA и тираж 1,508,000 копий к августу 2017.
23 сентября 2017 сингл находился на № 1 кантри-чарта рекордные 31 неделю а в октябре достиг рекордного показателя в 34 недели на № 1.
Несмотря на большую популярность песни, критики оценили её как одну из худших по итогам года.

## Чарты
| Чарт (2017)                         | Высшая позиция |
| ----------------------------------- | -------------- |
| Австралия (ARIA)                    | 9              |
| Канада (Billboard Canadian Hot 100) | 16             |
| Канада (Billboard Canadian Hot 100) | 17             |
| Канада (Billboard AC)               | 33             |
| Канада (Billboard CHR/Top 40)       | 37             |
| Канада (Billboard Country)          | 1              |
| Канада (Billboard Hot AC)           | 35             |
| Чехия (Singles Digitál Top 100)     | 77             |
| Словакия (Singles Digitál Top 100)  | 73             |
| США (Billboard Hot 100)             | 6              |
| США (Billboard Adult Contemporary)  | 15             |
| США (Billboard Adult Pop Airplay)   | 6              |
| США (Billboard Country Airplay)     | 1              |
| США (Billboard Hot Country Songs)   | 1              |
| США (Billboard Pop Airplay)         | 11             |

| Чарт (2017)                        | Позиция |
| ---------------------------------- | ------- |
| Австралия (ARIA)                   | 27      |
| Канада (Canadian Hot 100)          | 21      |
| Canada Country (Billboard)         | 1       |
| США Billboard Hot 100              | 8       |
| США Adult Contemporary (Billboard) | 36      |
| США Adult Top 40 (Billboard)       | 24      |
| США Country Airplay (Billboard)    | 1       |
| США Hot Country Songs (Billboard)  | 1       |
| США Mainstream Top 40 (Billboard)  | 43      |

## Сертификации
| Регион                                                                      | Сертификация  | Продажи   |
| --------------------------------------------------------------------------- | ------------- | --------- |
| Австралия (ARIA)                                                            | 6× Платиновый | 420 000   |
| Канада (Music Canada)                                                       | 9× Платиновый | 720 000   |
| Новая Зеландия (RMNZ)                                                       | Платиновый    | 30 000    |
| США (RIAA)                                                                  | 8× Платиновый | 1,951,000 |
| Данные о продажах + прослушиваниях приведены только на основе сертификации. |               |           |